# Асан (Байтерецький район)
Аса́н (каз. Асан) — село у складі Байтерецького району Західноказахстанської області Казахстану. Входить до складу Мічурінського сільського округу.
У радянські часи село називалось Набережне.
Населення — 2199 осіб (2021; 946 у 2009, 614 у 1999, 308 у 1989).